# Llista d'espècies de filistàtids
Llista d'espècies de filistàtids, una família d'aranyes araneomorfes descrita per primera vegada per A. Ausserer l'any 1867. Hi ha la informació recollida fins al 21 de desembre de 2006, amb 16 gèneres i 106 espècies citades. És una família amb una àmplia distribució per tots els continents, excepte Europa.

## Gèneres i espècies

### Afrofilistata
Afrofilistata Benoit, 1968
- Afrofilistata fradei (Berland & Millot, 1940) (Àfrica Central i Occidental)

### Andoharano
Andoharano Lehtinen, 1967
- Andoharano decaryi (Fage, 1945) (Madagascar)
- Andoharano grandidieri (Simon, 1901) (Madagascar)
- Andoharano milloti Legendre, 1971 (Madagascar)
- Andoharano monodi Legendre, 1971 (Madagascar)

### Filistata
Filistata Latreille, 1810
- Filistata afghana Roewer, 1962 (Afganistan)
- Filistata annulipes Kulczyn'ski, 1908 (Xipre)
- Filistata brignolii Alayón, 1981 (Mèxic)
- Filistata canariensis Schmidt, 1976 (Illes Canàries)
- Filistata chiardolae Caporiacco, 1934 (Karakorum)
- Filistata fuscata Kishida, 1943 (Micronèsia)
- Filistata gibsonhilli Savory, 1943 (Illa Christmas)
- Filistata gomerensis Wunderlich, 1992 (Illes Canàries)
- Filistata insidiatrix (Forskål, 1775) (Mediterrani fins a Turkmenistan, Illes Cap Verd)
- Filistata longiventris Yaginuma, 1967 (Japó)
- Filistata marginata Kishida, 1936 (Taiwan, Japó)
- Filistata napadensis Patel, 1975 (Índia)
- Filistata pseudogomerensis Wunderlich, 1992 (Illes Canàries)
- Filistata puta O. P.-Cambridge, 1876 (Àfrica del Nord, Síria)
- Filistata rufa Caporiacco, 1934 (Karakorum)
- Filistata seclEUA O. P.-Cambridge, 1885 (Yarkand, Karakorum, Himàlaia)
- Filistata tarimuensis Hu & Wu, 1989 (Xina)
- Filistata teideensis Wunderlich, 1992 (Illes Canàries)
- Filistata tenerifensis Wunderlich, 1992 (Illes Canàries)
- Filistata xizanensis Hu, Hu & Li, 1987 (Tibet)

### Filistatinella
Filistatinella Gertsch & Ivie, 1936
- Filistatinella crassipalpis (Gertsch, 1935) (EUA)

### Filistatoides
Filistatoides F. O. P.-Cambridge, 1899
- Filistatoides insignis (O. P.-Cambridge, 1896) (Guatemala, Cuba)
- Filistatoides milloti (Zapfe, 1961) (Xile)

### Kukulcania
Kukulcania Lehtinen, 1967
- Kukulcania arizonica (Chamberlin & Ivie, 1935) (EUA)
- Kukulcania brevipes (Keyserling, 1883) (Perú)
- Kukulcania geophila (Chamberlin & Ivie, 1935) (EUA)
  - Kukulcania geophila wawona (Chamberlin & Ivie, 1942) (EUA)
- Kukulcania hibernalis (Hentz, 1842) (Amèrica)
- Kukulcania hurca (Chamberlin & Ivie, 1942) (EUA)
- Kukulcania isolinae (Alayón, 1972) (Cuba)
- Kukulcania tractans (O. P.-Cambridge, 1896) (Mèxic)
- Kukulcania utahana (Chamberlin & Ivie, 1935) (EUA)

### Lihuelistata
Lihuelistata Ramírez & Grismado, 1997
- Lihuelistata metAmèrica (Mello-Leitão, 1940) (Argentina)

### Microfilistata
Microfilistata Zonstein, 1990
- Microfilistata tyshchenkoi Zonstein, 1990 (Tajikistan)

### Misionella
Misionella Ramírez & Grismado, 1997
- Misionella jaminawa Grismado & Ramírez, 2000 (Brasil)
- Misionella mendensis (Mello-Leitão, 1920) (Brasil, Argentina)

### Pikelinia
Pikelinia Mello-Leitão, 1946
- Pikelinia colloncura Ramírez & Grismado, 1997 (Argentina)
- Pikelinia fasciata (Banks, 1902) (Illes Galápagos)
- Pikelinia kiliani Müller, 1987 (Colòmbia)
- Pikelinia kolla Ramírez & Grismado, 1997 (Argentina)
- Pikelinia mahuell Ramírez & Grismado, 1997 (Argentina)
- Pikelinia patagonica (Mello-Leitão, 1938) (Argentina)
- Pikelinia puna Ramírez & Grismado, 1997 (Argentina)
- Pikelinia roigi Ramírez & Grismado, 1997 (Argentina)
- Pikelinia tambilloi (Mello-Leitão, 1941) (Argentina)
- Pikelinia ticucho Ramírez & Grismado, 1997 (Argentina)
- Pikelinia toba Ramírez & Grismado, 1997 (Argentina)
- Pikelinia uspallata Grismado, 2003 (Argentina)

### Pritha
Pritha Lehtinen, 1967
- Pritha albimaculata (O. P.-Cambridge, 1872) (Israel)
- Pritha ampulla Wang, 1987 (Xina)
- Pritha bakeri (Berland, 1938) (Noves Hèbrides)
- Pritha beijingensis Song, 1986 (Xina)
- Pritha condita (O. P.-Cambridge, 1873) (Açores, Santa Helena)
- Pritha crosbyi (Spassky, 1938) (Àsia central)
- Pritha dharmakumarsinhjii Patel, 1978 (Índia)
- Pritha garciai (Simon, 1892) (Filipines)
- Pritha hasselti (Simon, 1906) (Sumatra, Java, Sulawesi)
- Pritha heikkii Saaristo, 1978 (Seychelles)
- Pritha insularis (Thorell, 1881) (Illes Nicobar)
- Pritha lindbergi (Roewer, 1962) (Afganistan)
- Pritha littoralis (Roewer, 1938) (Nova Guinea)
- Pritha nana (Simon, 1868) (Mediterrani)
- Pritha nicobarensis (Tikader, 1977) (Illes Andaman, Illes Nicobar)
- Pritha pallida (Kulczyn'ski, 1897) (Mediterrani)
- Pritha poonaensis (Tikader, 1963) (Índia)
- Pritha sechellana Benoit, 1978 (Seychelles)
- Pritha spinula Wang, 1987 (Xina)
- Pritha sundaica (Kulczyn'ski, 1908) (Java)
- Pritha tenuispina (Strand, 1914) (Israel)
- Pritha zebrata (Thorell, 1895) (Myanmar)

### Sahastata
Sahastata Benoit, 1968
- Sahastata ashapuriae Patel, 1978 (Índia)
- Sahastata nigra (Simon, 1897) (Mediterrani fins a Índia)
- Sahastata sabaea Brignoli, 1982 (Iemen)

### Tricalamus
Tricalamus Wang, 1987
- Tricalamus albidulus Wang, 1987 (Xina)
- Tricalamus gansuensis Wang & Wang, 1992 (Xina)
- Tricalamus jiangxiensis Li, 1994 (Xina)
- Tricalamus linzhiensis Hu, 2001 (Xina)
- Tricalamus longimaculatus Wang, 1987 (Xina)
- Tricalamus menglaensis Wang, 1987 (Xina)
- Tricalamus meniscatus Wang, 1987 (Xina)
- Tricalamus papilionaceus Wang, 1987 (Xina)
- Tricalamus papillatus Wang, 1987 (Xina)
- Tricalamus tetragonius Wang, 1987 (Xina)
- Tricalamus xianensis Wang & Wang, 1992 (Xina)

### Wandella
Wandella Gray, 1994
- Wandella alinjarra Gray, 1994 (Territori del Nord)
- Wandella australiensis (L. Koch, 1873) (Queensland)
- Wandella barbarella Gray, 1994 (Oest d'Austràlia)
- Wandella centralis Gray, 1994 (Oest d'Austràlia, Territori del Nord)
- Wandella diamentina Gray, 1994 (Queensland)
- Wandella murrayensis Gray, 1994 (Sud d'Austràlia, Victòria)
- Wandella orana Gray, 1994 (Nova Gal·les del Sud)
- Wandella pallida Gray, 1994 (Oest d'Austràlia)
- Wandella parnabyi Gray, 1994 (Oest d'Austràlia)
- Wandella stuartensis Gray, 1994 (Oest i Sud d'Austràlia, Nova Gal·les del Sud)
- Wandella waldockae Gray, 1994 (Oest d'Austràlia)

### Yardiella
Yardiella Gray, 1994
- Yardiella humphreysi Gray, 1994 (Oest d'Austràlia)

### Zaitunia
Zaitunia Lehtinen, 1967
- Zaitunia alexandri Brignoli, 1982 (Iran)
- Zaitunia beshkentica (Andreeva & Tyschchenko, 1969) (Tajikistan)
- Zaitunia inderensis Ponomarev, 2005 (Kazakhstan)
- Zaitunia maracandica (Charitonov, 1946) (Uzbekistan)
- Zaitunia martynovae (Andreeva & Tyschchenko, 1969) (Tajikistan)
- Zaitunia medica Brignoli, 1982 (Iran)
- Zaitunia monticola (Spassky, 1941) (Tajikistan)
- Zaitunia persica Brignoli, 1982 (Iran)
- Zaitunia schmitzi (Kulczyn'ski, 1911) (Israel)